# Panthéon des sports canadiens

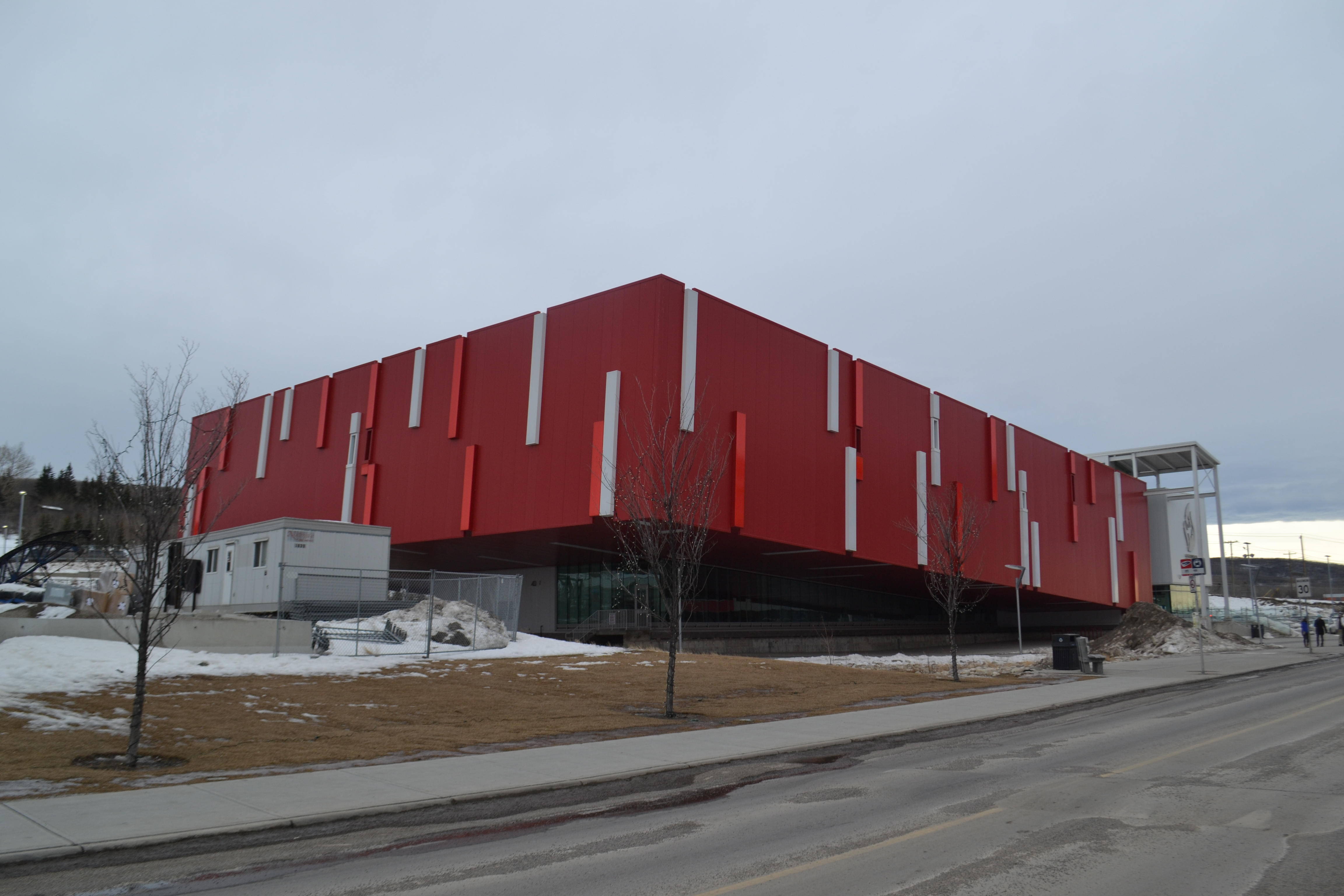
Le bâtiment abritant le Panthéon des sports canadiens.

Le Panthéon des sports canadiens ou Temple de la renommée des sports du Canada est un musée de Calgary fondé en 1955 en hommage « aux héros du sport au Canada ».
En août 2009, près de 489 lauréats étaient inscrits dans plus de 56 sports différents.